# Du kommer att möta en lång mörk främling
Du kommer att möta en lång mörk främling (originaltitel: You Will Meet a Tall Dark Stranger) är en amerikansk dramakomedifilm från 2010, i regi av Woody Allen. Filmen hade svensk premiär den 29 oktober 2010.

## Handling
Filmen utspelar sig i London, där Helena och Alfie precis har skilt sig efter 40 års äktenskap. Deras dotter Sally jobbar på ett galleri och är förtjust i sin chef Greg. Sallys man Roy är författare med en framgångsrik bok bakom sig, men nu lider han av svår skrivkramp. En dag får han syn på vackra Dia som bor i huset mittemot. Helena är deprimerad och går till spåtanten Cristal som ger klara besked om hennes, och alla andras, framtid. Alfie är utåtriktad och blir förtjust i den unga Charmaine, som arbetat som prostituerad.

## Rollista i urval
- Gemma Jones - Helena Shepridge, nyskild från Alfie
- Anthony Hopkins - Alfie Shepridge, nyskild från Helena
- Naomi Watts - Sally Channing, dotter till Helena och Alfie, gift med Roy
- Josh Brolin - Roy Channing, författare, gift med Sally
- Freida Pinto - Dia, studerar musikvetenskap
- Antonio Banderas - Greg Clemente, gallerist, Sallys chef
- Lucy Punch - Charmaine Foxx
- Pauline Collins - Cristal D'Argenis, spåtant
- Ewen Bremner - Henry Strangler, kompis med Roy
- Roger Ashton-Griffiths - Jonathan Wunch, innehavare av bokhandel
- Neil Jackson - Allen
- Celia Imrie - Enid Wicklow
- Anna Friel - Iris
- Alex Macqueen - Malcolm Dodds
- Meera Syal - Dias mamma
- Anupam Kher - Dias pappa
- Natalie Walter - Allens syster
- Christian McKay - pokerkompis
- Philip Glenister - pokerkompis
- Theo James - Roy Richards